# リアル彼女
『リアル彼女』は、2010年2月19日にILLUSIONから発売されたアダルトゲームである。
インタラクティブ性に重きを置いた本作は、新人アイドルの愛、幼馴染の彩、学校の担任である香織の3人から1人を選び、そのヒロインとの恋愛を楽しむ内容となっている。
本作にはアナグリフ式の3D映像を再現した「3Dメガネ」機能と、Webカメラに写されたプレイヤーの顔を通じて画面を操作する「フェイストラッキング」に対応している。
フェイストラッキング中はWebカメラから見た様子がモノクロで画面の隅に小さく表示されている。
2017年2月28日には、本作のコンセプトを受け継いだ『VRカノジョ』が発売された。

## 評価
『超エロゲー ハードコア』の共同筆者の一人である箭本進一は「インタラクティブ性アップの方向性を、2010年時点の民生技術で突き詰めた作品」と呼び、マウスを用いた時の操作性はクリック系に近いとしながらも、フェイストラッキングを使った時はカメラの動きなどであたかもヒロインが目の前にいるようだったとしている。
また、箭本はフェイストラッキング中にWebカメラから見たプレイヤーの様子が小さく表示されるため、背徳感を味わえるとしつつも、自分の卑しい姿を自分で見ることになるため、現実でマネする気が起きないと述べている。
一方で、箭本はHシーンについて、デュアルマウスやWebカメラ関係なく、プレイヤーの身体の位置が固定されている上に、視線の動きやヒロインの反応のバリエーションが少ないとしつつも、両手で左右の胸を開いて見せる場面などでインタラクティブ性を感じたと話している。
ライターの小野坂怜はASCIIに寄せた本作ベンチマークソフトのスペックの検証記事の序文で推奨環境でも高スペックを求めてくることに衝撃を受けたと述べている。また、小野坂は同記事の中で、一部のビデオカードで胸の物理演算に異常が生じた点や、3Dメガネ機能がマシンに負荷をかける点を指摘している。